# George Samuel Clason
George Samuel Clason foi o escritor do livro mais antigo e famoso sobre finanças pessoais: O Homem Mais Rico da Babilônia, lançado em 1926.
Frequentou a University of Nebraska e serviu no exército americano durante a guerra entre a Espanha e os Estados Unidos. Começando uma longa carreira no mundo editorial, fundou a Clason Map-Company of Denver, no Colorado, e publicou o primeiro atlas rodoviário dos Estados Unidos e do Canadá. Em 1926, lançou o primeiro de uma série de panfletos sobre economia e sucessos financeiros, usando parábolas ambientadas na antiga Babilônia para ilustrar suas lições. 
Tais panfletos eram distribuídos em grandes quantidades pelos bancos, companhias de seguros e empregadores, e tornaram-se familiares a milhões de pessoas, o mais famoso sendo O homem mais rico da Babilônia, a parábola-titulo deste livro. 
Estas "parábolas babilônicas" tornaram-se um clássico moderno entre os livros de autoajuda.